# 2012 (Statik Selektah & Termanology)
2012 è il secondo album del duo hip hop "1982" composto dal rapper statunitense Termanology e dal produttore statunitense Statik Selektah. Pubblicato il 22 maggio del 2012, l'album è distribuito da ST. Records, ShowOff Records e Brick Records.
Interamente prodotto da Statik Selektah, partecipano al disco Mac Miller, Bun B, Havoc, Freddie Gibbs e Lil' Fame.

## Tracce
1. 2012 – 2:35
2. Lights Down – 3:16
3. Up Every Night – 2:53
4. Shining – 4:32
5. Happy Days (feat. Mac Miller, Bun B & Shawn Stockman dei Boyz II Men) – 4:42
6. Too Long – 4:24
7. Time Travellin' – 3:31
8. 82 Was The Year (Interlude) – 0:28
9. Thug Poets (feat. Roc Marciano & Havoc) – 3:59
10. Right Now – 2:25
11. Everything – 3:22
12. Hard To Forget – 4:18
13. Make It Out Alive (feat. Freddie Gibbs & Crooked I) – 3:17
14. Live It Up (feat. Lil' Fame) – 3:54
15. Time Ticking – 3:07

Durata totale: 50:43